# Ovos Moles

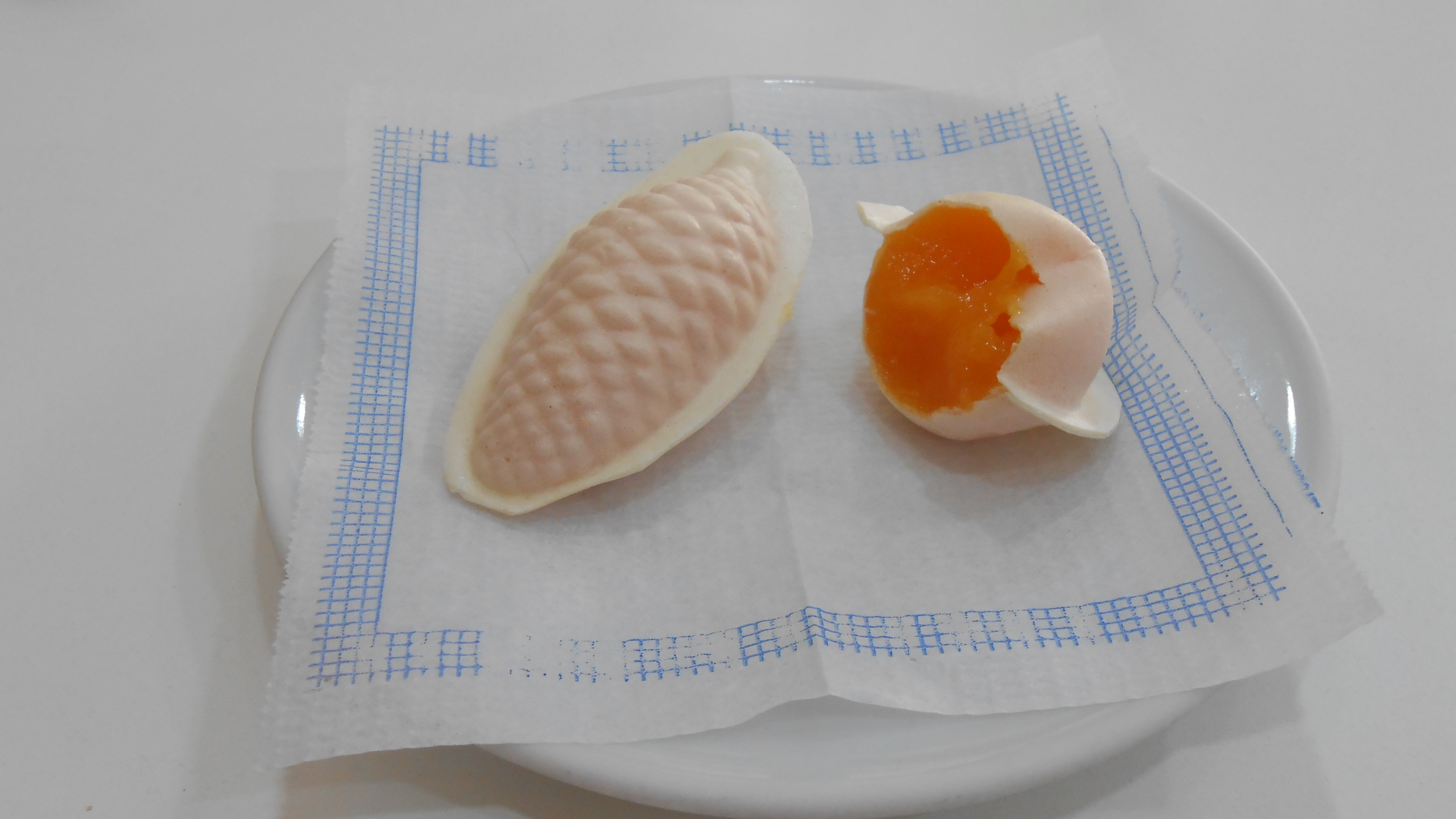
Ovos Moles

Ovos Moles de Aveiro (auf Deutsch etwa ‚Weiche Eier aus Aveiro‘) ist eine geschützte geographische Angabe für eine portugiesische Süßspeise, die landesweit bekannt ist. Sie gehört zu den traditionellen Süßspeisen der Doçaria Conventual.

## Herstellung
Zur Herstellung werden hauptsächlich Zucker und Eigelb verwendet. Diese Creme, die Doce de ovos moles, wird mit Oblaten umhüllt, die aus Wasser und Mehl bestehen. Die Oblaten nehmen meistens lokale Motive an, z. B. Meeresmotive.

## Geschichte
Erfunden wurden die Ovos moles der Legende nach von einer Nonne im Kloster Convento de Jesus, um das Fastengebot zu umgehen. Hierzu diente auch das „Verstecken“ in den Oblaten, die für die Produktion der Hostien benötigt wurden.